# Saw Sa
En este nombre birmano , el nombre de pila es Saw Sa. No hay ningún apellido.
Saw Sa FRCS MBE (birmano: စောဆ , pronunciado [sɔ́ sʰa̰] ; también conocida como Saw Hsa , Ma  Saw Sa, Daw Saw Sa ; 1 de agosto de 1884 - 28 de febrero de 1962) fue una médica, partera, administradora de hospital y misionera cristiana birmana. Sufragista y funcionaria del gobierno. Saw Sa fue la primera mujer birmana en obtener un título médico y la primera mujer en ocupar un puesto en la cámara alta del parlamento colonial. 

## Biografía
Saw Sa era hija de padres cristianos birmanos. Su padre Po Saw era un funcionario del gobierno (wundauk) de Prome. Fue la primera mujer en graduarse del Judson College, dirigido por los bautistas, en Rangún, Birmania británica. Recibió una beca misionera para asistir a la facultad de medicina en Calcuta, donde se convirtió en la primera mujer birmana en obtener una licencia médica, en 1911. Obtuvo formación adicional en salud pública en el Royal College of Physicians and Surgeons en Dublín , donde fue "la primera estudiante birmana en ganar una beca".

## Carrera médica y actividad misionera
Se decía que Saw Sa era la única médica en Birmania cuando regresó a Rangún en 1913. De 1914 a 1921 fue superintendente del Hospital de Maternidad Lady Dufferin en Rangún. Su hermana y sus primas se encontraban entre las enfermeras del hospital. Publicó un libro de texto, Partería (1921).  Después de 1921, tuvo una práctica médica privada en Rangún,  y dirigió un hospital de caridad. Durante la Segunda Guerra Mundial, trató a víctimas de guerra.
En 1921 Saw Sa viajó a Estados Unidos. Asistió a la reunión de la Sociedad Misionera Extranjera Bautista Americana de Mujeres en Des Moines, Iowa,  en representación del trabajo de la organización en India y Birmania.  Los asistentes a la convención le dieron una "lluvia de libros" con alrededor de 800 volúmenes en inglés y suscripciones a revistas para que los llevara a los estudiantes de la escuela misionera en Rangún.  Ella sirvió en el Consejo Misionero Internacional cuando se reunió en Lake Mohonk , Nueva York. Prosiguió sus estudios en medicina en la Universidad Johns Hopkins.  Se decía que era la primera mujer birmana en "hacer un viaje alrededor del mundo".